# Carl Torp
 Der er flere personer med dette navn, se Carl Torp (officer).
Carl Torp (8. juni 1855 i Flensborg – 17. september 1929 i København) var en dansk jurist og professor. Han var søn af F.L. Torp.
Torp blev — efter 1871 at have bestået adgangsprøven til Søofficersskolen og deltaget i nogle togter med kadetskibet — student 1874, cand. jur. 1879, 1884 Dr. jur. med afhandlingen Besiddelsen og dens Betydning i retlig Henseende, efter A.C. Evaldsens afgang 1886—1925 professor ved Universitetet, hvor han 1908—09 var Rector magnificus, 1911 ekstraordinær assessor i Højesteret. Oprindelig delte Torp formueretten med Julius Lassen, og rask fulgte efter hinanden Torps herhenhørende lærebøger, Den danske Obligationsrets specielle Del. Anden Afdeling (1887, 2. og 3. udgave henholdsvis 1893 og 1904) under titel Om Interessentskab, omarbejdet til Den danske Selskabsret (1919), Kort Fremstilling af Læren om den ideelle Produktions Beskyttelse. Tillæg til den danske Formueret (1889, 2. udgave 1898), Hovedpunkter af Formuerettens almindelige Del (1890, 2. udgave 1900) og Dansk Tingsret (1892, 2. udgave ved L.A. Grundtvig 1901, 3. ved Vinding Kruse 1925), foruden talrige større og mindre afhandlinger, anmeldelser med mere Ugeskrift for Retsvæsen, Tidsskrift for Retsvidenskab, Nordisk tidskrift, De nordiske Juristmøders Forhandlinger og andre tidsskrifter, således blandt mange andre Om Dødsgaver og nogle dermed i Forbindelse staaende Spørgsmaal (Ugeskrift for Retsvæsen 1886), Om Retshandler til Fordel for Tredjemand (Tidsskrift for Retsvidenskab 1890), Om Overdragelse af individuelt bestemte Løsøregenstande (sammesteds 1894), angående hvilket omstridte spørgsmål Torp måtte bryde en lanse med Carl Ussing, Hvorfor bør de nordiske Lande tiltræde Berner-Konventionen? (Nordisk tidskrift 1895) og fra en senere tid Nogle Bemærkninger om Aktieloven (Juridisk Tidsskrift 1917), af hvilken lov han 1917 foranstaltede en kommenteret udgave, og Nye Horisonter for det aandelige Arbejdes Beskyttelse (Tidsskrift for Retsvidenskab 1924).
Ved Carl Goos' udnævelse til kultusminister 1890 overtog Torp strafferetten som fag, og i de følgende år udsendte han en række kriminalistiske lærebøger, Om Straffen (1894), Forsøg og Meddelagtighed (1895), Straffrihedsgrunde og Strafophørsgrunde (1898), De subjektive Strafbarhedsbetingelser (1900), arbejder, der samarbejdedes til Den danske Strafferets almindelige Del (1905, nye optryk 1923 og 1926) med noter af Stig Rode og Niels Tybjerg 1919, 2. udgave 1924) og Strafbare Angreb paa Liv og Legeme (1908; 4. oplag 1926), medens han samtidig udfoldede en rig produktion ved tidsskriftafhandlinger, universitetsprogrammer og lignende, således for eksempel Om den saakaldte Nødret (Tidsskrift for Retsvidenskab 1897), Die Lehre von der rechtswidrigen Handlung in der nordischen Rechtswissenschaft (Zeitschrift für die gesamte Strafrechtswissenschaft 1902), Straffelovens Revision (Tilskueren 1904), Menneskerettighederne (Det ny Aarhundrede 1905), Om den saakaldte formindskede Tilregnelighed (universitetsprogram 1906), Nogle Bemærkninger om Retsuvidenhedens Betydning i Strafferetten (Tidsskrift for Retsvidenskab 1908), Bidrag til Læren om Berigelsesforbrydelserne (universitetsprogram 1909) og Nogle Spørgsmaal vedrørende Berigelsesforbrydelserne (Det nordiske Studenter-Jurist-Stævne 1918). Torps opsats Birkmeyer contra von Liszt (Tidsskrift for Retsvidenskab 1907, oversat i Zeitschrift für die gesamte Strafrechtswissenschaft 1907) pådrog ham et skarpt tilsvar fra Karl von Birkmeyer i dennes Grundriss zur Voriesung über das deutsche Strafrecht (7. oplag 1908 siderne 111—116). I 1918 afløste Torp Niels Lassen som medredaktør af Tidsskrift for Retsvidenskab.
Også legislativt har Torp udfoldet en omfattende virksomhed. Han har haft væsentlig del i udarbejdelsen af forskellige lovforslag, enten alene eller som medlem af lovkommissioner, for eksempel forfatterloven, børneloven, aktielovgivningen med flere; han var formand for den danske afdeling af den skandinaviske civillovkommission. Torps legislative hovedværk er den af ham efter Justitsministeriets anmodning udarbejdede Betænkning angaaende de af den under 11. Aug. 1905 nedsatte Straffelovskommission udarbejdede Forslag indeholdende Udkast til Love vedrørende den borgerlige Straffelovgivning med Motiver (1917), der har givet anledning til en omfattende faglitteratur, forårsaget nedsættelse af en kommission — Torp havde selv sæde deri — og dannet grundlaget for det af regeringen rigsdagen 1924 forelagte Forslag til almindelig borgerlig Straffelov. Frantz Dahl skriver i Salmonsens: "For T. er Jurisprudensen den praktiske Videnskab par excellence. Han er hverken Historiker eller Metafysiker; systematiske eller metodiske Spørgsmaal tillægger han ingen større Betydning. Som Kriminalist er han Tilhænger af den moderne Strafferetsbevægelse uden i øvrigt slavisk at ville sværge til nogen Skole." I Kraft af sin store arbejdsevne har Torp, foruden at virke i sin embedsgerning og med utrættet flid og energi at føre pennen, røgtet en mængde hverv både af offentlig og privat karakter, således var Torp en tid lang formand for Dansk Forfatterforening, formand for Dansk Kriminalistforening, hvis forhandlinger han fra 1900 udgav sammen med August Goll, fra 1910 med Frederik Rüdinger, for Fængselshjælpen og meget andet. Han har også i en årrække haft sæde i bestyrelsen for betydningsfulde aktieselskaber, Det forenede Dampskibsselskab og flere andre. 1894—1900 var Torp borgerrepræsentant i København, valgt på den såkaldte "Borgerliste". I 1906 søgte han som det radikale partis kandidat forgæves valg til Folketinget. Torp blev Ridder af Dannebrogordenen 1891, Dannebrogsmand 1903, Kommandør af 2. grad 1909 og af 1. grad 1924. Han er begravet på Frederiksberg Ældre Kirkegård.